# Xanthomima pallida
Xanthomima pallida là một loài bướm đêm trong họ Geometridae.